# 96P/Machholz 1
96P/Machholz 1 ist ein kurzperiodischer Komet, der zuletzt im Oktober 2017 sein Perihel durchlief.
Eine Besonderheit des Kometen ist, dass er nur 1,5 Prozent der üblichen Menge der Kohlenstoff-Stickstoff-Verbindung Dicyan enthält. Dies wird als Anzeichen dafür gewertet, dass er entweder in einem anderen Sonnensystem entstanden ist oder seine sehr sonnennahe Bahn die Ursache dieser Zusammensetzung ist.

## Entdeckung
Am 12. Mai 1986 entdeckte Don Edward Machholz den Kometen mit einem Fernglas. Der Komet besaß bei seiner Entdeckung eine scheinbare Helligkeit von etwa 11 mag.

## Umlaufbahn
Der Komet läuft auf einer langgestreckten elliptischen Umlaufbahn in 5,28 Jahren um die Sonne. Der sonnennächste Punkt seiner Bahn befindet sich etwa halb so weit von der Sonne entfernt wie der innerste Planet Merkur. Der sonnenfernste Punkt liegt mit etwa 5,9 AE etwas außerhalb der Bahn des Planeten Jupiter. Die Bahn ist rund 58° gegen die Ekliptik geneigt.

## Sichtbarkeit
Der Komet passierte am 4. April 2007 sein Perihel. Hierbei besaß er eine scheinbare Helligkeit von etwa 2 mag, konnte jedoch aufgrund seiner Nähe zur Sonne nur mit SOHO beobachtet werden. Erst ab Mitte April 2007 konnte der etwa 7 mag helle Komet am Morgenhimmel aufgefunden werden. Im Jahr 2012 näherte er sich erneut der Sonne. Machholz hatte Mitte Juli 2012 erneut eine Helligkeit von 2 mag erreicht und konnte vom 12. bis 17. Juli 2012 wiederum lediglich mit SOHO beobachtet werden. Weitere Transite wurden von SOHO aufgezeichnet vom 27. bis 29. Oktober 2017 und am 30./31. Januar 2023.